# Бохињско језеро
Бохињско језеро је највеће стално природно језеро у Словенији. Језеро је леденичко-тектонског порекла. Главна притока језера је река Савица. Бохињско језеро је проточно - из језера истиче речица Језерница.
Бохињско језеро је 1981. године укључено у састав Триглавског националног парка.

## Општи подаци
- дужина: 4.350 m (најдужа дијагонала)
- највећа ширина: 1.250 m (С-Ј)
- највећа дубина: 45
- површина језера: 318 ha
- дужина језерске обале: 10.900 .
- надморска висина: 525 метара
- координате

географска ширина: 46° 16' СГШ
географска дужина: 13° 48' ИГД